# Tomasz Sikora

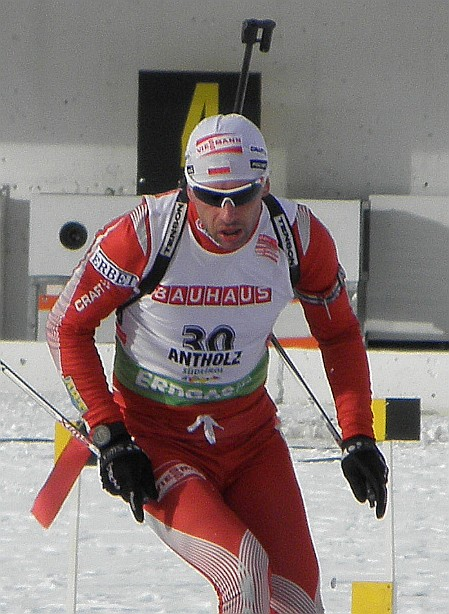
Sikora in 2010

Tomasz Sikora (Wodzisław Śląski, 21 december 1973) is een Poolse biatleet.
Sikora begon met biatlon bij NGKS Dynamit Chorzów in Chorzów, waar hij anno 2006 nog altijd deel van uitmaakt. Bij de wereldkampioenschappen voor junioren in 1993 behaalde hij de tweede plaats op de 10 kilometer. Twee jaar later, in 1995 werd hij op de 20 kilometer wereldkampioen bij de senioren. Met de Poolse estafetteploeg won hij een bronzen medaille tijdens de wereldkampioenschappen in 1997. Daarna volgden er enkele jaren waarin hij nauwelijks tot aansprekende resultaten kwam.
In 2004 sloeg hij echter terug door wederom op de 20 kilometer bij het wereldkampioenschap op het podium te eindigen. Dit keer moest hij genoegen nemen met het zilver. Diezelfde kleur medaille mocht hij ophalen op het Medal Plaza tijdens de Olympische Winterspelen 2006 in Turijn, nadat hij op de 15 kilometer alleen Michael Greis voor zich moest laten gaan. Ole Einar Bjørndalen volgde enkele seconden later pas.